# Game Boy
Game Boy (ゲームボーイ Gēmu Bōi?) (adesea prescurtat GB) este o consolă de jocuri portabilă produsă de către firma Nintendo, lansată în 1989 la prețul de $89.95. Consola Game Boy a fost prima consolă portabilă de succes și este predecesorul tuturor celorlalte sisteme din linia de produse Game Boy.
Game Boy a fost distribuit de la lansare cu jocul puzzle Tetris, datorită faptului că firma Nintendo credea că un joc puzzle foarte bun va atrage atenția consumatorului. În România, consola a fost distribuită oficial la mijlocul anilor '90 de către Omnitoys. 

## Caracteristici

### Jocuri

Imagine din jocul Tetris (1989) pentru Game Boy.

Unul dintre cele mai bine vândute jocuri pentru Game Boy a fost Tetris, care a fost vândut în aproximativ  3 milioane de exemplare în SUA. Tetris se vindea împreună cu Game Boy, așa că, de multe ori consumatorii cumpărau consola doar ca să se joace Tetris.